# Ван Цзянань
Ван Цзянань (27 серпня 1996 , Шеньян ) — китайський легкоатлет, що спеціалізується на стрибках у довжину, чемпіон світу.

## Кар'єра
| Рік             | Змагання                           | Місце проведення         | Місце           | Дисципліна        | Результат       | Примітки        |
| Представник КНР | Представник КНР                    | Представник КНР          | Представник КНР | Представник КНР   | Представник КНР | Представник КНР |
| --------------- | ---------------------------------- | ------------------------ | --------------- | ----------------- | --------------- | --------------- |
| 2013            | Чемпіонат Азії                     | Пуне, Індія              | 1               | стрибки у довжину | 7.95 м          |                 |
| 2013            | Чемпіонат світу                    | Москва, Росія            | 23 (кв.)        | стрибки у довжину | 7.59 м          |                 |
| 2014            | Чемпіонат світу серед юніорів      | Юджин, США               | 1               | стрибки у довжину | 8.08 м          |                 |
| 2015            | Чемпіонат світу                    | Пекін, Китай             | 3               | стрибки у довжину | 8.18 м          |                 |
| 2016            | Чемпіонат світу в приміщенні       | Портленд, США            | 8               | стрибки у довжину | 7.93 м          |                 |
| 2016            | Олімпійські ігри                   | Ріо-де-Жанейро, Бразилія | 5               | стрибки у довжину | 8.17 м          |                 |
| 2017            | Чемпіонат світу                    | Лондон, Велика Британія  | 7               | стрибки у довжину | 8.23 м          |                 |
| 2018            | Азійські ігри                      | Джакарта, Індонезія      | 1               | стрибки у довжину | 8.24 м          |                 |
| 2018            | Континентальний кубок ІААФ         | Острава, Чехія           | 5               | стрибки у довжину | 7.95 м          |                 |
| 2019            | Чемпіонат світу                    | Доха, Катар              | 6               | стрибки у довжину | 8.20 м          | SB              |
| 2019            | Всесвітні ігри військовослужбовців | Ухань, Китай             | 1               | стрибки у довжину | 8.15 м          |                 |
| 2021            | Олімпійські ігри                   | Токіо, Японія            | 20 (кв.)        | стрибки у довжину | 7.81 м          |                 |
| 2022            | Чемпіонат світу                    | Юджин, США               | 1               | стрибки у довжину | 8.36 м          |                 |